# Kingman, Kansas
Kingman là một thành phố thuộc quận Kingman, tiểu bang Kansas, Hoa Kỳ. Năm 2010, dân số của xã này là 3177 người.

## Dân số
Dân số các năm:
- Năm 2000: 3387 người
- Năm 2010: 3177 người